# 五十川裕明
五十川 裕明（いそかわ ひろあき、1992年10月25日 - ）は元テレビ山口（tys）のアナウンサーで、報道記者を兼務。現テレビ新広島報道記者。

## 経歴・人物
広島県呉市出身。専修大学文学部卒業。2015年、テレビ山口に入社。（木村那津美アナと同期）『弱音は最大の敵、明るく真面目に。』をモットーにしている。趣味は、広島東洋カープの応援・肉厚なハンバーグ店探し・裏路地のパン屋巡り・湯田温泉で足湯三昧、2022年3月末でテレビ山口を退社し、テレビ新広島に転籍。

## 担当番組(テレビ山口時代)
- mix - 夕方の情報、報道製作番組において、周南支局から中継を交えて県東部～の情報を中心に生放送している。[2]
- tysニュース